# Hverfjall
Hverfjall (eller Hverfell ) är en vulkankrater i republiken Island. Den ligger i regionen Norðurland eystra. Toppen på Hverfjall är 312 meter över havet. Hverfjall ligger öster om Mývatn och väster om Búrfellshraun i Skútustaðahreppur. 
Hverfjall hade utbrott 2500 år B.P. i den södra delen av Kraflakalderan. Kratern är ungefär 1 km i diameter.
Det har varit en hel del kontroverser om berget skal kallas Hverfjall eller Hverfell, vilket slutade med att Högsta domstolen beslutade att ortnamnet Hverfjall skulle användas och ”samtidigt ska ortnamnet Hverfell sättas inom parentes.".